# Santo Tomás Hueyotlipan
Santo Tomás Hueyotlipan är en kommunhuvudort i Mexiko.   Den ligger i kommunen Santo Tomás Hueyotlipan och delstaten Puebla, i den sydöstra delen av landet, 150 km öster om huvudstaden Mexico City. Santo Tomás Hueyotlipan ligger 2 044 meter över havet och antalet invånare är 4 921.
Terrängen runt Santo Tomás Hueyotlipan är platt åt sydost, men åt nordväst är den kuperad. Runt Santo Tomás Hueyotlipan är det ganska tätbefolkat, med 65 invånare per kvadratkilometer. Närmaste större samhälle är Tepeaca, 9,1 km norr om Santo Tomás Hueyotlipan. Trakten runt Santo Tomás Hueyotlipan består till största delen av jordbruksmark.